# دوميترو رادو بوبا
دوميترو رادو بوبا (بالرومانية: Dumitru Radu Popa)‏ هو ناقد أدبي ومترجم روماني، ولد في 26 أكتوبر 1949.